# Майкл Джексон: Вот и всё
«Майкл Джексон: Вот и всё» (англ. Michael Jackson's This Is It) — американский музыкальный документальный фильм 2009 года. Режиссёр картины — Кенни Ортега. Фильм демонстрирует закулисье подготовки к последнему так и не состоявшемуся концертному туру Майкла Джексона — «This Is It». Двухчасовая картина смонтирована из более чем 100 часов записей репетиций музыканта, проходивших с мая по июнь 2009 года.
Официально «Вот и всё» был анонсирован летом 2009 года, мировая премьера картины состоялась 28 октября 2009 года. Мировые кассовые сборы составили 261 млн долларов, из них 72 — в США, и 189 — за их пределами. В результате, «Майкл Джексон: Вот и всё» стал самым кассовым концертным фильмом в мире.
Песни, прозвучавшие в картине, были выпущены в качестве альбома-саундтрека, кроме того состоялся релиз заглавной темы ленты в качестве промосингла. В 2011 году песня была номинирована на «Грэмми» в категории «Лучший мужской поп-вокал».

## История создания
В марте 2009 года на пресс-конференции в Лондоне Майкл Джексон анонсировал серию из 10 концертов на O2 Арене. В дальнейшем, в связи с огромным спросом на билеты, промоутеры AEG Live увеличили число шоу до 50-ти, 750 тысяч билетов были распроданы за 4 часа. В мае стало известно, что певец начал подготовку к туру, репетиции проходили в Стэйплс-центре, но запланированный тур так и не состоялся: незадолго до переезда певца и его команды в Лондон 25 июня 2009 года Майкл Джексон по вине личного врача скончался от передозировки сильнодействующего анестетика пропофола.
Несколько дней спустя стало известно, что последние репетиции музыканта были запечатлены на плёнку в высоком разрешении и могут быть выпущены в качестве концертного альбома или фильма, а в начале июля была опубликована короткая запись от 23 июня, на которой Джексон репетирует выступление с песней «They Don’t Care About Us». В июле владельцы записей, Sony Music, объявили конкурс между киностудиями за право спродюсировать фильм. Выиграла конкурс Columbia Pictures, приобретя права на более чем 100 часов записей за 60 млн долларов, тогда же стало известно, что режиссёром ленты будет режиссёр-постановщик тура Кенни Ортега.

## Содержание фильма
«Он хотел отблагодарить поклонников, дав возможность снова увидеть его на сцене вживую. Ему нравилось раздвигать границы. Он хотел не просто освежить старые идеи — он приносил в проект новые, которые мы смогли бы воплотить благодаря техническому прогрессу. Мы могли сделать шаг вперёд в съёмках видео, создании костюмов, постановке звука, света и использовании пиротехники. Майкл был архитектором, а мы — его строителями»
Фильм показывает закулисье подготовки Майкла Джексона и его команды к туру в Лондоне. Помимо непосредственно съёмок репетиций, в ленту вошли интервью музыкантов, бэк-вокалистов, постановщиков и других членов команды певца, принимавших участие в подготовке. Демонстрируется технологический процесс создания нового шоу: свет, звук, сценография. Показан кастинг танцоров к туру, кадры съёмок и монтажа роликов для демонстрации на больших сценических экранах во время исполнения песен «Smooth Criminal», «Thriller», «They Don’t Care About Us» и других — всё это происходит под непосредственным контролем Джексона. На сцене певец оттачивает концертные номера, время от времени прерывая процесс, чтобы объяснить танцорам, музыкантам или осветителям, что не так в оформлении сцены или в музыкальном сопровождении и какого эффекта необходимо добиться. «Не повышая голос, без злости, Майкл всегда спокойно общается со своей командой и вместе с Кенни Ортегой контролирует процесс создания шоу до мельчайших деталей. Он корректирует время, уточняет подсказки, говорит об особенностях музыки и танца», — описал увиденное кинокритик Роджер Эберт. Центральной частью новых шоу должен был стать блок песен, в которых Джексон затрагивает тематики социальных проблем и экологии, это «Black or White», «Earth Song» и «Man in the Mirror», и режиссёр фильма сохранил для них центральное место.

## Премьера и прокат
В сентябре 2009 года в завершении церемонии MTV Video Music Awards состоялась премьера короткого трейлера к фильму. Премьера «Майкл Джексон: Вот и всё» прошла в Лос-Анджелесе в Nokia Theater 28 октября 2009 года, тогда же состоялся выход картины в прокат. За первые сутки несмотря на выпуск в середине недели мировые кассовые сборы составили 20,1 млн долларов. К 1 ноября лента возглавила мировой рейтинг, собрав 101 млн долларов за 5 дней проката. В целом сборы составили 261 млн долларов из них 72 — в США, и 189 — за их пределами. «Майкл Джексон: Вот и всё» — самый кассовый концертный фильм всех времён.
В январе 2010 года фильм был выпущен на DVD и Blu-Ray с бонусными материалами. В честь десятилетия с момента премьеры киноленты на 11 декабря 2019 года в США и 13 декабря в Европе состоялся релиз лимитированного юбилейного издания This Is It. В бокс-сет тиражом 1000 экземпляров вошли: фильм «Вот и всё» в формате 3D на Blu-Ray, переиздание альбома-саундрека к фильму на четырёх виниловых пластинках, 60-страничная настольная книга с известными и ранее не опубликованными фотографиями Джексона с репетиций тура, а также билет на один из несостоявшихся концертов в специальном футляре.

## Саундтрек
26 октября 2009 года состоялся релиз альбома-саундтрека к фильму «Майкл Джексон: Вот и всё» — This Is It. Двухдисковое издание включает в себя студийные версии песен Майкла Джексона, прозвучавших в ленте, а также бонусные материалы в виде неизданных ранее демоверсий песен музыканта и оркестровой версии титульного трека.
Песня «This Is It» была выпущена в качестве единственного промосингла из альбома и в 2011 году была номинирована на «Грэмми» в категории «Лучший мужской поп-вокал». Видеоклип на композицию содержит кадры из фильма.

### Песни, прозвучавшие в фильме
1. «Wanna Be Startin’ Somethin’»
2. «Jam»
3. «They Don't Care About Us»
4. «Human Nature»
5. «Smooth Criminal»
6. «The Way You Make Me Feel»
7. «I Want You Back»
8. «The Love You Save»
9. «I’ll Be There»
10. «Shake Your Body (Down to the Ground)»
11. «I Just Can't Stop Loving You»
12. «Thriller»
13. «Beat It»
14. «Black or White»
15. «Earth Song»
16. «Billie Jean»
17. «Man in the Mirror»
18. «This Is It»

## Реакция критиков
| Рейтинги             | Рейтинги |
| Издание              | Оценка   |
| -------------------- | -------- |
| The Guardian         | [ 25 ]   |
| Rolling Stone        | [ 26 ]   |
| Entertainment Weekly | B        |
| TV Guide             | [ 28 ]   |
| The Telegraph        | [ 29 ]   |
| Роджер Эберт         | [ 10 ]   |

Журналист Rolling Stone в своём обзоре отметил, что хотя фильм имеет свои недостатки, он показывает зрителю постепенное создание чего-то грандиозного. «Монтаж представляет нам возможность взглянуть на певца, репетирующего один номер в разные дни. Фильм оставляет захватывающе живое впечатление». Рецензент The Guardian боялся, что впечатление от ленты будет испорчено бесконечными всхлипами команды музыканта, но этого не произошло: «Вместо них мы видим интересные черты сценического мастерства Джексона, любопытные обсуждения деталей, таких как подъёмник, подаваемые сигналы, потайные ходы. Демонстрируются интересные фрагменты съёмок, как например для „Smooth Criminal“, где певец оказывается вмонтирован в фильм 40-х гг.». «Смогли бы эти концерты вернуть Джексона на вершину или нет, мы никогда не узнаем, — пишет журналист Entertainment Weekly. — Но благодаря этому фильму мы можем это почувствовать». Рецензентка TV Guide отмечает: «„Вот и всё“ — это не просто фильм о разработке и реализации концертного тура. Это портрет человека, являющегося воплощением понятия „артист“. Джексон на экране — всегда профессионал, он наставник своей команды, который проходит с танцорами каждый элемент хореографии, иногда с юмором. А они впитывают каждое слово, как восхищённые ученики». Журналист The Hollywood Reporter отметил, что фильм показывает зрителю автора-исполнителя, до мельчайших деталей знающего свой репертуар. «В одной из сцен Ортега спрашивает певца, как он поймает определённый момент на сцене. Тот отвечает: „Я его почувствую“. И вы знаете — почувствует».

## Сертификации
| Страна               | Сертификация   |
| -------------------- | -------------- |
| Нидерланды (NVPI)    | 2× Платиновый  |
| Ирландия (IRMA)      | 5× Платиновый  |
| Великобритания (BPI) | 13× Платиновый |

## Награды и номинации
| Год  | Награда                | Номинант                   | Категория                                                      | Результат | Источник |
| ---- | ---------------------- | -------------------------- | -------------------------------------------------------------- | --------- | -------- |
| 2010 | Teen Choice Awards     | «Майкл Джексон: Вот и всё» | Выбор фильма: танцевальный                                     | Номинация | [ 34 ]   |
| 2010 | BET Awards             | «Майкл Джексон: Вот и всё» | Лучший фильм                                                   | Номинация | [ 35 ]   |
| 2010 | NAACP Image Awards     | «Майкл Джексон: Вот и всё» | Выдающийся фильм                                               | Номинация | [ 36 ]   |
| 2010 | Golden Reel Awards     | «Майкл Джексон: Вот и всё» | Лучшая работа над звуком в фильме: Музыка в музыкальном фильме | Победа    | [ 37 ]   |
| 2010 | Critics' Choice Awards | «Майкл Джексон: Вот и всё» | Лучший документальный фильм                                    | Номинация | [ 38 ]   |
| 2010 | Imagen Awards          | Кенни Ортега               | Лучший режиссёр                                                | Победа    | [ 39 ]   |